# Webbutveckling
Webbutveckling är en samlingsterm för allt runtomkring uppbyggnaden av en webbplats.

Det inkluderar programmering av server/klient-sidan, webbdesign, systemutveckling, datasäkerhet, uppbyggnad av databaser och många andra saker. Webbutveckling kan vara allt ifrån att skriva en textfil med HTML till att skapa komplexa webbapplikationer.